# Jan Řežáb
Jan Řežáb (* 12. ledna 1987 Plzeň) je český podnikatel, investor, zakladatel a CEO společnosti Time is Ltd., zakladatel a bývalý CEO společnosti Socialbakers. Jeho prvním podnikatelským projektem byla společnost Redboss s.r.o. V letech 2016 až 2017 působil na pozici CEO pro digitální technologie v mezinárodní skupině Goodbaby International. V letech 2015 a 2016 jej časopis Forbes zařadil jako prvního Čecha na globální seznam 30 podnikatelských osobností mladších 30 let v kategorii marketingu.

## Osobní život
Řežáb studoval gymnázium v Plzni, avšak nedokončil ho. Jeho nejvyšší dosažené vzdělání je základní. V roce 2008 se oženil s Boženou Řežábovou, se kterou má dva syny.

## Podnikatelské aktivity a profesní kariéra

### Redboss
Ve dvanácti letech začal podnikat na živnostenský list svého otce. V této době studoval na gymnáziu z kterého následně odchází, aby se mohl plně věnovat podnikání. V roce 2000 zakládá portál Mobiles.zde.cz, který se věnuje prodeji obsahu pro mobilní telefony. Tento portál je v roce 2002 přesunut na novou doménu Redboss.cz. 24. května 2004 zakládá jeho otec Ing. Ladislav Řežáb společnost Redboss, kterou následující rok převádí na Jana Řežába. Společnost se věnovala primárně vývoji Java her a mezi nejúspěšnější tituly patří Strategy War, Slide-a-Lama či Paintball. V roce 2005 získává titul Začínající podnikatel roku. V roce 2006 je hostem televizního pořadu Uvolněte se, prosím a v roce 2007 pořadu Všechnopárty moderovaného Karlem Šípem. V roce 2007 se společnost dostala do finančních potíží a změnila svůj název na Technologico s.r.o. Mezi věřitele se počítal i portál Atlas.cz. Řežáb v roce 2007 oznámil fůzi společnosti Redboss se společností MLiven, což by mělo vyřešit problematické závazky po splatnosti. Došlo však pouze ke koupení obchodní značky a zaměstnanců. V současnosti je Jan Řežáb stále jednatelem a jediným společníkem společnosti Technologico.

### Lokola
V roce 2009 Řežáb oznamuje spuštění portálu Lokola.cz provozovaný nově vzniklou společnost LOKOLA s.r.o. V této společnosti je Jan Řežáb od roku 2010 jednatelem, ale nemá žádný obchodní podíl. Společníkem je Jana Voříšková. Portál Lokola.cz byl lokálním vyhledávačem služeb.

### Socialbakers (prodáno společnosti Audax Private Equity[15])
V roce 2008 založil Jan Řežáb společně s Lukášem Maixnerem, Martinem Homolkou a Jiřím Vovesem v Plzni společnost Candytech, později přejmenovanou na Socialbakers. Společnost se zabývala analytikou sociálních sítí. V roce 2016 Jan Řežáb oznámil svůj odchod z pozice CEO, v které ho nahradil Robert Lang, kterého později nahradil Yuval Ben-Itzhak. Řežáb se později v roce 2016 přesunul do dozorčí rady společnosti. Socialbakers září roku 2020 koupila společnost Audax Private Equity, která spojila svoji existující portfolio společnost Astute se Socialbakers a nyní působí pod názvem Emplifi.

### Gamee
V roce 2015 investoval do herní společnosti Gamee ve výši 600 000 dolarů, firmu založili Božena Řežábová, Miroslav Chmelka a Jan Částek. Firmu Gamee koupila v roce 2020 investiční herní skupina Animoca Brands.

### Goodbaby Group
V letech 2016 až 2017 působil v představenstvu skupiny Goodbaby International na pozici CEO pro Digitální technologie.

### Time is Ltd.
V roce 2018 založil Jan Řežáb společně Cyrilem Höschlem mladším společnost Time is Ltd., která se zabývá analytikou kolem firemní produktivity. Společnost získala v roce 2019 a 2021 investice ve výši 5,6 milionu dolarů. 

## Ocenění
- 2005 – E&Y začínající podnikatel roku.[7]
- 2015, 2016 – výběr 30 pod 30 časopisu Forbes[25]